# Mecanismos de aislamiento reproductivo

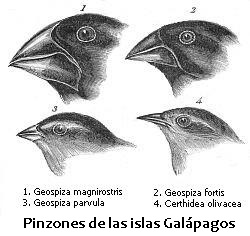
Los pinzones de Darwin son catorce especies de aves descubiertas por Charles Darwin en las islas Galápagos durante su viaje a bordo del Beagle. Estas especies de pinzones han evolucionado a partir de un solo ancestro común adaptándose a distintas fuentes de alimento (insectos, frutos, semillas) por lo que el tamaño y forma del pico se ha ido diferenciando notoriamente. Esas diferencias se mantienen a través del tiempo gracias a la existencia de mecanismos de aislamiento reproductivo: barreras geográficas, ecológicas y sexuales que impiden que los miembros de estas catorce especies se apareen entre sí y formen híbridos.

En biología, los mecanismos de aislamiento reproductivo o barreras a la hibridación son el conjunto de características, comportamientos y procesos fisiológicos que impiden que los miembros de dos especies diferentes puedan cruzarse o aparearse entre sí, producir descendencia o que la misma sea viable o fértil. Estas barreras constituyen una fase indispensable en la formación de nuevas especies (especiación) ya que mantienen las características propias de las mismas a través del tiempo debido a que disminuyen, o directamente impiden, el flujo genético entre los individuos de diferentes especies.
Han sido propuestas varias clasificaciones de los mecanismos de aislamiento reproductivo. El zoólogo Ernst Mayr los ha clasificado en dos categorías amplias: mecanismos precopulatorios y poscopulatorios. Los primeros actúan antes de que se pueda producir la fecundación (es decir, antes del apareamiento en el caso de los animales o de la polinización en el caso de las plantas). Tales mecanismos precopulatorios, también denominados «barreras externas a la hibridación», son las separaciones físicas en el tiempo, en el espacio, ambientes, nichos ecológicos específicos y diferencias en el comportamiento que impiden el apareamiento o la polinización. Los mecanismos poscopulatorios, o «barreras internas a la hibridación», en cambio, operan a través de la falta de armonía entre los sistemas fisiológicos, reproductivos o citológicos de los individuos pertenecientes a diferentes especies. Los diferentes mecanismos de aislamiento reproductivo están controlados genéticamente y se ha demostrado experimentalmente que pueden evolucionar tanto en especies cuya distribución geográfica se superpone (especies simpátricas), o bien, como resultado de la divergencia adaptativa que acompaña a la evolución alopátrica de las mismas.

## Mecanismos de aislamiento antes del apareamiento o precopulatorios
Los mecanismos de aislamiento precopulatorios son los más económicos desde el punto de vista de la eficacia biológica de una población ya que no se "malgastan" recursos en la producción de descendencia que puede ser débil, inviable o estéril.

### Aislamiento estacional o de hábitat
Todos los factores que impidan el encuentro de individuos potencialmente apareables aislarán reproductivamente a los miembros de especies distintas. Dos tipos de barreras garantizan este tipo de aislamiento reproductivo: las diferencias de hábitat y las diferencias en la estación de madurez sexual o de floración.
Un ejemplo de diferencia ecológica o de hábitat que impide el encuentro de parejas potenciales es el de dos especies de peces del género Gasterosteus ("espinosillos"). Una de tales especies vive todo el año en agua dulce, especialmente en pequeños riachuelos. La otra, en cambio, vive en el mar durante el invierno, pero en primavera y verano emigra a los estuarios de los ríos para reproducirse. Los miembros de las dos poblaciones están aislados reproductivamente debido a sus adaptaciones a distintas concentraciones salinas.
Un ejemplo de aislamiento reproductivo debido a diferencias en la estación de apareamiento lo constituyen las especies de sapos Bufo americanus y Bufo fowleri. Los miembros de estas especies pueden ser cruzados exitosamente en el laboratorio, produciendo híbridos vigorosos y fértiles. No obstante, tales apareamientos no ocurren en la naturaleza pese a que las distribuciones geográficas de ambas especies se superponen. La causa de esta ausencia de apareamientos interespecíficos es que B. americanus se aparea a principios del verano y B. fowleri lo hace hacia finales de esa estación.
Algunas especies de plantas, tales como Tradescantia canaliculata y T. subaspera por ejemplo, son simpátricas en toda su distribución geográfica y, no obstante, se hallan reproductivamente aisladas entre sí debido a que florecen en estaciones diferentes. Además, una de estas especies crece en zonas soleadas y la otra en zonas de sombra intensa.

### Aislamiento sexual, por comportamiento o por conducta
Los rituales diferentes de cortejo en las especies de animales crean barreras reproductivas sumamente potentes, denominadas aislamiento sexual o por comportamiento, las cuales  mantienen aisladas a las especies emparentadas en la mayoría de los grupos del reino animal. En las especies dioicas, los machos y las hembras han de buscarse, estar juntos, realizar los complejos rituales de cortejo y apareamiento y finalmente copular o bien soltar en el ambiente sus gametos para hacer posible la fecundación.
Las danzas nupciales, los cantos de los machos para atraer a las hembras o las caricias en la pareja, son ejemplos de comportamientos típicos del cortejo que permiten, a la vez que conocerse, aislarse reproductivamente. Esto se debe a que cada una de las etapas del cortejo, depende del comportamiento del congénere. El macho solo pasará a una segunda etapa de exhibición si la hembra muestra determinada respuesta en su comportamiento, y pasará a una tercera solo cuando ella realice un segundo comportamiento clave. Sucesivamente, los comportamientos de ambos se van encadenando, coordinando, sincronizando en el tiempo y determinando finalmente la cópula o la liberación de los gametos al medio ambiente. Ningún animal que no esté fisiológicamente apto para la fertilización podrá completar esta exigente cadena de comportamiento. De hecho, la más leve diferencia entre los patrones de cortejo entre dos especies es condición suficiente para evitar el apareamiento. A modo de ejemplo, el patrón específico del canto actúa como un mecanismo de aislamiento entre distintas especies de langostas del género Chorthippus, y en las cigarras del género Magicicada, en las cuales el sonido de su canto se emite a diferentes frecuencias si las especies aparecen en simpatría.
Incluso en el caso de que las diferencias morfológicas entre las dos especies sean mínimas, las diferencias en el comportamiento pueden ser suficientes para evitar la cópula. De este modo, por ejemplo, Drosophila melanogaster y D. simulans, consideradas especies gemelas debido a su gran parecido morfológico, no se aparean entre sí aunque se críen y mantengan conjuntamente en el laboratorio.
Drosophila ananassae y D. pallidosa son dos especies gemelas de Melanesia. En la naturaleza rara vez se producen híbridos, aunque en laboratorio sí se obtienen descendientes fértiles. Los estudios de comportamiento sexual indican que los machos cortejan a las hembras de las dos especies pero las hembras muestran una preferencia muy acusada por los machos de su propia especie a los que aceptan con facilidad. Se ha encontrado, en el cromosoma 2 del genoma de estas especies, que cada una de ellas tiene una región reguladora diferente que afecta a la conducta de elección de las hembras.
Un factor causal importante en el aislamiento sexual de las especies de insectos son las feromonas. La función de estos compuestos es básicamente la de permitir la identificación de los  individuos de la misma especie y de distinto o del mismo sexo por medio del olfato. Cuando las feromonas son volátiles funcionan como señal química de largo alcance. En otros casos su alcance es reducido y deben percibirse a corta distancia o por contacto. En las especies del grupo melanogaster de Drosophila, las feromonas de las hembras son mezclas de diferentes compuestos, habiendo casos en que hay un claro dimorfismo en el tipo y/o en la cantidad de compuestos presentes en cada sexo. Como también hay diferencias de cantidad y de calidad entre especies relacionadas, se supone que las feromonas pueden servir para discriminar a individuos de otras especies. Un ejemplo claro del papel de las feromonas en el aislamiento sexual  lo ofrece la "polilla del maíz" del género Ostrinia. En Europa existen dos especies gemelas de este género que se cruzan entre sí muy raramente. Las hembras de ambas especies producen feromonas que llevan un compuesto volátil con dos isómeros, E y Z. Mientras una especie produce en un 99% el isómero E, las hembras de la otra producen en un 99% el isómero Z. Esta producción está controlada por un solo locus, y el híbrido interespecífico es intermedio en la producción de isómeros. Los machos, por su parte, detectan casi exclusivamente el isómero que emiten las hembras de su propia especie, de forma que la hibridación, aunque posible, es muy infrecuente. La percepción de las feromonas en los machos de Ostrinia está controlada por un solo gen, el cual es distinto al que controla la producción de isómeros. Los machos híbridos, producidos al cruzar ambas especies entre sí, muestran una respuesta intermedia ante los olores de uno y otro tipo. En este caso, han bastado solo dos loci para generar un aislamiento etológico efectivo entre poblaciones que, por lo demás, son  genéticamente muy próximas.
El aislamiento sexual entre dos especies puede ser asimétrico; es decir, que los apareamientos que producen descendencia sólo admiten que una de las dos especies funcione como progenitor femenino y la otra como masculino, mientras que el cruzamiento recíproco no puede realizarse. Así, más de la mitad de los lobos muestreados en la región de los Grandes Lagos de Norteamérica exhiben secuencias de ADN mitocondrial de coyotes. Sin embargo, nunca se encuentran en las poblaciones de coyotes secuencias de ADN mitocondrial de lobos. Probablemente esto refleja una asimetría en los apareamientos interespecíficos debida a la diferencia en tamaño entre las dos especies: los machos de lobo, aprovechando su mayor tamaño, se aparean con hembras de coyote, pero las hembras de lobo y los machos de coyote no se cruzan.

### Aislamiento mecánico

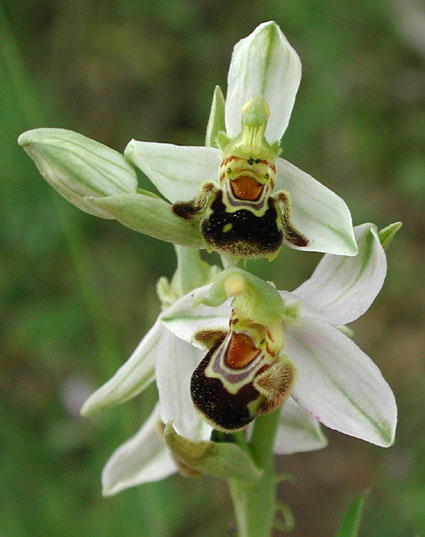
Las flores de muchas especies de angiospermas están evolutivamente diseñadas para atraer y recompensar a una o pocas especies polinizadoras (insectos, aves, mamíferos). Su gran diversidad en cuanto a forma, color, fragancia y presencia de néctar es, en muchos casos, el resultado de la coevolución con cada especie de polinizador. La dependencia con su especie polinizadora actúa asimismo como una barrera de aislamiento reproductivo. En la imagen se observa una flor de Ophrys apifera, una de las especies de orquídea que atrae a los insectos mediante la estrategia del engaño sexual: su labelo mimetiza a las hembras de su polinizador.

Los miembros de una pareja intentan el apareamiento pero no se lleva a cabo la fecundación debido a que los genitales no se complementan. La relación entre el aislamiento reproductivo de las especies y la forma de sus órganos genitales fue señalada por primera vez en 1844 por el entomólogo francés Léon Dufour. Las rígidas armaduras de los insectos funcionarían de forma análoga a una llave y su cerradura, porque sólo permiten el cruzamiento de individuos con estructuras estrictamente complementarias, es decir, de machos y hembras de la misma especie (se dicen coespecíficos).
La evolución habría conducido al desarrollo de órganos genitales de características crecientemente divergentes y complejas, con la función de proporcionar un aislamiento mecánico entre las especies. Ciertas características de los órganos genitales los habrían convertido, a menudo, en mecanismos de aislamiento. Sin embargo, numerosos estudios muestran que órganos anatómicamente muy diferentes pueden resultar funcionalmente compatibles, lo cual hace pensar en que otros factores también determinaron la forma  que  tomaron  estas complicadas estructuras.
Gran cantidad de especies de angiospermas necesitan de un polinizador para que se lleve a cabo la transferencia de los granos de polen de una planta a los pistilos de otro individuo y, por ende, para que se produzca la fecundación y la formación de las semillas. De hecho, los granos de polen de estas especies no se pueden dispersar de una flor a otra  por sí solos, o por acción del viento, por lo que los polinizadores son imprescindibles para asegurar su reproducción sexual.
Los polinizadores son muy variados y, según cuál sea la especie en cuestión, pueden ser moscas, mosquitos, abejas, avispas, mariposas, coleópteros y aves (especialmente colibríes). funcionando como mecanismos de aislamiento. Por ejemplo, la hibridación entre Narcissus cavanillesii y N. serotinus es frecuentemente impedida por la fidelidad de sus polinizadores ya que N. cavanillesii es polinizado mayoritariamente por himenópteros y N. serotinus por mariposas
La zoofilia que caracteriza a muchas angiospermas presupone que los animales polinizadores visiten las flores de manera regular y se detengan en ellas el tiempo suficiente; que las anteras y el estigma sean rozados o tocados con cierta frecuencia y que el primero quede adherido a los visitantes de modo tan perfecto que pueda llegar con la debida seguridad a los estigmas de otras flores. El resultado de la zoofilia depende esencialmente de que los animales puedan reconocer las flores desde una cierta distancia y de que se vean compelidos a visitar durante un cierto tiempo las flores de la misma especie. Las flores zoófilas, entonces, deben poseer productos atractivos (cebos, como el polen y el néctar), medios de reclamo (tales como olores y colores) y, además, polen viscoso o adherente. En el curso de la evolución de las angiospermas se ha producido una diferenciación muy intensa de los medios de atracción y reclamo, así como de la forma de la flor; gracias a ello un número cada vez más grande de animales ha podido colaborar en la polinización. De la visita casual de las flores por animales variados se ha pasado de modo progresivo, en el transcurso de la evolución, al establecimiento de estrechas relaciones entre los «animales antófilos» y las «flores zoófilas», con evidentes ventajas para ambos grupos. Para las plantas mames implicó una precisión creciente en la atracción de sólo determinados visitantes y una transferencia del polen a los estigmas de otras plantas cada vez más segura, lo que resultó en un ahorro progresivo en la producción de polen. De hecho, la relación entre el número de granos de polen y el número de óvulos producidos por una flor es del orden de un millón para las plantas anemófilas, mientras que en las orquídeas -plantas entomófilas por excelencia- es de uno. Para los animales polinizadores especializados, la competencia con otros animales antófilos resultó disminuida y la polinización orientada o especializada en una sola especie pasó a ser, en última instancia, ventajosa para ellos.
El desarrollo evolutivo de las angiospermas zoófilas y de los grupos de animales que se han ido adaptando a ellas sólo puede comprenderse como una coevolución condicionada por relaciones recíprocas. La adaptación entre sí de este tipo de plantas y sus polinizadores ha llegado a veces tan lejos que no pueden existir el uno sin el otro.  El aislamiento mecánico como barrera a la hibridación ocurre también en plantas y está precisamente relacionado con la adaptación y coevolución de cada especie a la atracción de un determinado tipo de polinizador (en el caso de que la polinización sea zoofílica) a través de un conjunto de caracteres morfofisiológicos y bioquímicos de las flores (llamados síndrome floral), de modo tal que el traslado del polen hacia otras especies no ocurre.

## Mecanismos de aislamiento posteriores al apareamiento o postcopulatorios
Entre los mecanismos que actúan después del apareamiento para evitar el éxito de un cruzamiento interpoblacional, se encuentran:

### Impedimento de la fertilización
En los arrecifes marinos el desove sincrónico de muchas especies permitiría un fenómeno de hibridación interespecífica ya que todos los gametos de cientos de individuos de decenas de especies son liberados en el agua al mismo tiempo. Aproximadamente una tercera parte de todos los cruzamientos posibles entre especies son compatibles, en el sentido que los gametos se fusionan y dan origen a individuos híbridos. Esta hibridación aparentemente desempeña un papel fundamental en la evolución de las especies coralinas.  No obstante, los posibles cruzamientos restantes son incompatibles. En los erizos de mar del género Strongylocentrotus se ha observado que la concentración de espermatozoides que permite el 100% de la fecundación de los óvulos de la misma especie, sólo logra fecundar como máximo al 1,5% de los óvulos de otra especie.  Esta imposibilidad de dar descendencia híbrida, a pesar de que los gametos se hallan al mismo tiempo en el mismo lugar, se debe a un fenómeno conocido como incompatibilidad gamética el cual es muy frecuente entre los invertebrados marinos y cuyas causas fisiológicas no se comprenden plenamente.
En algunos cruzamientos de Drosophila se ha observado que en la vagina de la hembra se produce una reacción con posterioridad a la inseminación que da lugar a la tumefacción de dicho órgano y evita -por consiguiente- la fecundación del óvulo por esperma de otra especie.
En las plantas, los granos de polen de una especie pueden germinar en el estigma y crecer en el estilo de otra especie. No obstante, el crecimiento de los tubos polínicos puede ser detenido en algún punto entre el estigma y los óvulos, de modo que la fecundación no se lleva a cabo. Este mecanismo de aislamiento reproductivo es muy frecuente entre las Angiospermas y recibe el nombre de incompatibilidad cruzada o incongruencia. Existe una relación entre la autoincompatibilidad y el fenómeno de incompatibilidad cruzada. Así, en general, los cruzamientos entre individuos de una especie autocompatible (AC) con individuos de una especie autoincompatible (AI) dan descendencia híbrida. Por el contrario, el cruzamiento recíproco (o sea, AI x AC) no produce descendencia debido a que los tubos polínicos no logran llegar hasta los óvulos. Este fenómeno se conoce como incompatibilidad unilateral, el cual ocurre, además, cuando se cruzan dos especies AC o dos especies AI entre sí.

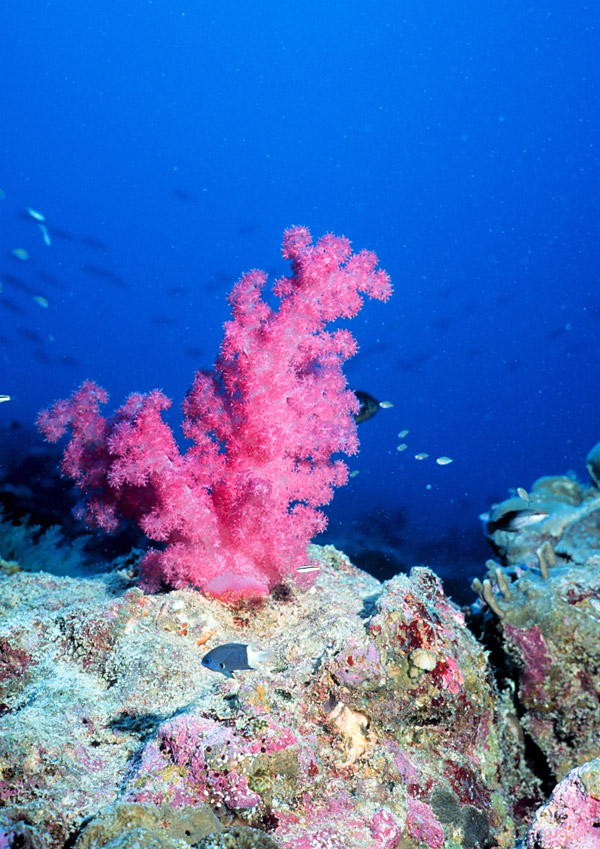
En los arrecifes de coral, la incompatibilidad gamética impide la formación de numerosos híbridos interespecíficos.

### Mortalidad de los cigotos e inviabilidad de los híbridos
El óvulo es fecundado pero el cigoto no se desarrolla o bien se desarrolla y origina un individuo con menor viabilidad. Tanto en plantas como en animales se han observado numerosos ejemplos de este tipo de incompatibilidad. Así, cuando se realizan cruzamientos entre especies del género Rana, se observan resultados muy dispares según las especies involucradas. En algunos cruzamientos no se observa segmentación del cigoto (es decir, la inviabilidad del híbrido es extrema y se produce desde la primera mitosis); en otros, se produce con normalidad la segmentación así como los estadios de blástula, pero falla la gastrulación. Finalmente, en otros cruzamientos, los estadios iniciales son normales pero ocurren fallos en las fases finales del desarrollo embrionario. Esto indica que estas especies se han diferenciado para los genes o complejos génicos que gobiernan el desarrollo embrionario y, tales diferencias determinan la inviabilidad de sus híbridos.
En los mosquitos del género Culex se obtuvieron resultados muy parecidos, pero las diferencias se producían entre los cruzamientos recíprocos, por lo que se concluyó que las mismas son el efecto de la interacción entre los genes del núcleo de las células (heredado de ambos padres) y los genes de los orgánulos citoplasmáticos (heredados solamente desde el progenitor femenino  a través del citoplasma del óvulo).
En las angiospermas, el desarrollo exitoso del embrión depende del funcionamiento normal del endosperma con el que está asociado. El colapso del desarrollo del endosperma y el subsecuente aborto embrionario ha sido observado en muchos cruzamientos interploides (es decir, los que se verifican entre poblaciones con distinto nivel de ploidía), intra o interespecíficos, y  en ciertos cruzamientos entre especies con el mismo nivel de ploidía. De hecho, el colapso del endosperma, y el subsecuente aborto del embrión híbrido, es el mecanismo de aislamiento reproductivo postfertilización más frecuente entre las angiospermas.

### Esterilidad de los híbridos

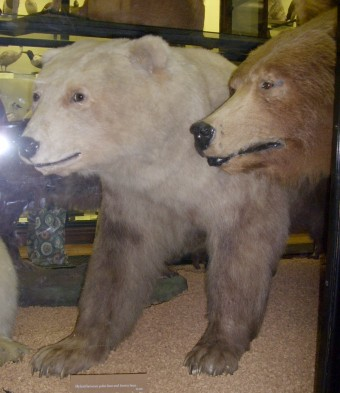
Un híbrido entre oso polar y oso pardo, Rothschild Museum, Tring.

El híbrido presenta una viabilidad normal pero es deficiente en cuanto a la reproducción o estéril. Esto queda bien demostrado en el caso de la mula y en el de muchos otros híbridos muy conocidos. La esterilidad puede deberse a la interacción entre los genes de las dos especies involucradas, a desequilibrios cromosómicos debido al diferente número cromosómico de las especies parentales, o bien a interacciones núcleo-citoplasmáticas como el caso de Culex descrito previamente.

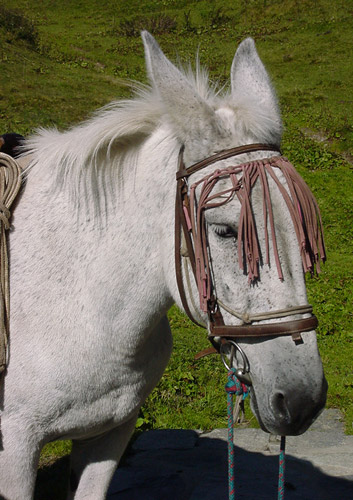
Las mulas son híbridos interespecíficos estériles.

Burdéganos y mulas son los híbridos resultantes del cruzamiento entre un caballo y una asna o entre una yegua y un burro, respectivamente. Estos animales casi siempre son estériles debido a las diferencias en el número de cromosomas entre las especies parentales. Tanto los caballos como los burros pertenecen al género Equus, pero Equus caballus tiene 64 cromosomas mientras que Equus asinus tiene sólo 62. Esto hace que al combinarse individuos de ambas especies se originen crías (mula o burdégano) con 63 cromosomas, es decir, no forman pares; por lo que los cromosomas de una mula no se pueden dividir en forma equitativa durante la meiosis. La ausencia de una separación equitativa origina gametos cromosómicamente desbalanceados (con mayor o menor número de cromosomas), los cuales no son viables, lo que determina la esterilidad del individuo que los produce. La mula o el burdégano son animales creados por el hombre, ya que en estado natural las especies parentales se ignoran y no se aparean. De hecho, para obtener mulas o burdéganos es necesario entrenar a los progenitores para que acepten copular entre sí, o bien lograrlo mediante inseminación artificial.
La esterilidad de muchos de los híbridos interespecíficos entre las angiospermas es un fenómeno ampliamente reconocido y estudiado. Varias causas genéticas, genómicas y la interacción entre los factores nucleares y los citoplasmáticos pueden determinar la esterilidad en los híbridos interespecíficos en las plantas, como será descrito en la sección correspondiente. No obstante, es de destacar que -al contrario de lo que ocurre entre los animales- la hibridación en las plantas es un estímulo para la creación de nuevas especies. Así, aunque el híbrido sea estéril, puede mantenerse en la naturaleza indefinidamente por medio de cualquier mecanismo de multiplicación asexual, ya sea por propagación vegetativa o por apomixis (es decir, reproducción asexual a través de semillas). Más aún, la hibridación interespecífica puede estar asociada con la poliploidía y, de ese modo, originar nuevas especies que se denominan alopoliploides (Rosa canina, por ejemplo, es el resultado de múltiples hibridaciones; o el trigo que es una alohexaploide que presenta los genomas de tres especies diferentes).

## Mecanismos múltiples
En general, las barreras que separan a las especies no se hallan reducidas a un solo mecanismo. Las especies gemelas de Drosophila, D. pseudoobscura y D. persimilis, se hallan aisladas por el hábitat (persimilis generalmente vive en regiones más frías y a mayores altitudes), por diferencias en el evento del cortejo (persimilis generalmente es más activa por la mañana, pseudoobscura por la noche) y por el comportamiento durante el apareamiento (las hembras de ambas especies prefieren los machos de su propia especie). De este modo, aunque las áreas de distribución de dichas especies se superpongan en amplias zonas del oeste de Estados Unidos, estos mecanismos de aislamiento resultan suficientes para mantener separadas a ambas especies. De hecho, solo han sido encontradas unas pocas hembras fecundadas por la otra especie entre miles que han sido analizadas. No obstante, aun en el caso de que se produzcan híbridos entre ambas especies, el flujo génico entre ambas continúa estando impedido ya que los machos híbridos son completamente estériles. Además, y en contraste con el gran vigor que exhiben estos machos estériles, los descendientes de las retrocruzas de las hembras híbridas con sus especies parentales son débiles y notoriamente inviables. Este último mecanismo restringe todavía más el intercambio genético entre estas dos especies de moscas en la naturaleza.

## El sexo de los híbridos: la Ley de Haldane
La ley de Haldane establece que cuando uno de los dos sexos está ausente en los híbridos interespecíficos entre dos especies determinadas, el sexo que no se obtiene, es raro o estéril, es el sexo heterogamético.  Por lo menos en mamíferos hay cada vez mayor evidencia que indica que esto se debe a las altas tasas de mutación de los genes determinantes de masculinidad en el cromosoma Y.
Se ha sugerido que la regla de Haldane simplemente obedece a que el sexo masculino es más sensible que el femenino cuando los genes determinantes del sexo están incluidos en un genoma híbrido. Pero también hay organismos en los que el sexo heterogamético es la hembra (aves, mariposas) y la regla sigue vigente en ellos. Luego no es un problema relacionado con el desarrollo sexual ni con los cromosomas sexuales. Haldane propuso que la estabilidad de desarrollo del individuo híbrido precisa de un complemento génico completo de cada especie parental, por lo que el híbrido del sexo heterogamético estaría desequilibrado (le falta al menos un cromosoma de una de las dos especies parentales). Por ejemplo, el macho híbrido obtenido al cruzar hembras de D. melanogaster con machos de D. simulans, que es inviable, carece del cromosoma X de D. simulans.

## Genética de las barreras de aislamiento reproductivo

### Mecanismos de aislamiento precopulatorio
En primer lugar se considerará la genética del aislamiento de tipo etológico. El aislamiento precopulatorio aparece cuando los genes necesarios para la reproducción sexual de una especie se diferencian de los genes equivalentes de la otra especie, de forma que puestos juntos un macho de la especie A con una hembra de la especie B no son capaces de copular. La genética de esta barrera reproductiva intenta identificar los genes que gobiernan distintas conductas sexuales en las dos especies. Los machos de Drosophila melanogaster y los de D. simulans dirigen a sus respectivas hembras un cortejo muy elaborado, aunque algo diferente, pero se ha visto que las diferencias entre especies son más de tipo cuantitativo que cualitativo. De hecho los
machos simulans son capaces de hibridar con hembras melanogaster. Sin embargo, hay líneas de esta última especie que se cruzan fácilmente y otras que apenas lo hacen. Utilizando tal diferencia, se puede valorar el número mínimo de genes implicados en el aislamiento precopulatorio entre las especies melanogaster y simulans y su localización cromosómica.
Así, fueron cruzadas moscas de una línea de D. melanogaster que hibrida fácilmente con simulans con otra línea que no lo hace, o lo hace escasamente. Las hembras de las poblaciones segregantes obtenidas a partir de este cruzamiento se pusieron junto a machos de simulans y se valoró el porcentaje de hibridación, que es una medida del grado de aislamiento reproductivo. Se concluyó a partir de este experimento que 3 de los 8 cromosomas del complemento haploide de D. melanogaster  llevan al menos un gen que afecta al aislamiento, pues la sustitución de un cromosoma de una línea de bajo aislamiento por otra de alto aislamiento disminuye la frecuencia de hibridación. Además, se detectaron interacciones entre cromosomas, pues ciertas combinaciones de los mismos tienen un efecto multiplicativo.
La incompatibilidad cruzada o incongruencia en plantas también está determinada por genes mayores que no están asociados al locus S de autoincompatibilidad.

### Mecanismos de aislamiento posteriores a la cópula o a la fertilización
El aislamiento reproductivo entre especies aparece, en ciertos casos, mucho tiempo después de la fecundación y formación del cigoto, como ocurre -por ejemplo- con las especies gemelas Drosophila pavani y D. gaucha.  Los híbridos entre ambas especies no son estériles, en el sentido que producen gametos (óvulos y espermatozoides) viables. No obstante, no pueden producir descendientes pues el esperma del macho híbrido no sobrevive en los receptáculos seminales de las hembras, ya sean híbridas o parentales. Del mismo modo, el esperma de los machos de las dos especies parentales no sobrevive en la tracto reproductivo de la hembra híbrida. Este tipo de aislamiento postcopulatorio aparece en un gran número de especies como el sistema más eficaz para mantener el aislamiento reproductivo entre las mismas.
De hecho, el desarrollo de un cigoto hasta un adulto es un proceso complejo y delicado de interacciones entre genes y medio ambiente que debe cumplirse con exactitud, y en el que cualquier alteración del proceso normal, causada por la ausencia de un gen necesario o por la presencia de uno extraño, puede detener el desarrollo normal provocando la inviabilidad del híbrido o su esterilidad. Se debe tener en cuenta que la mitad de los cromosomas y genes de un híbrido son de una especie y la otra mitad pertenecen a otra. Si las dos especies están genéticamente diferenciadas, las posibilidades de que los genes de ambas actúen armónicamente en el híbrido son escasas. Bajo esta perspectiva, serían necesarios pocos genes para originar un aislamiento postcopulatorio, a diferencia de lo que se describió previamente al considerar el aislamiento precopulatorio.
En muchas especies en las que el aislamiento reproductivo precopulatorio no existe, se producen híbridos pero los mismos son de un solo sexo. Tal es el caso cuando se hibridan las  hembras de Drosophila simulans con los  machos de Drosophila melanogaster: las hembras híbridas mueren muy temprano en el desarrollo por lo que sólo se observan machos entre los descendientes. Sin embargo, se han hallado poblaciones de D. simulans con genes que permiten el desarrollo de hembras híbridas adultas; esto es, que "rescatan" la viabilidad de la hembra. Se supone que la actividad normal de estos genes de especiación es "inhibir" la expresión de genes que permiten el crecimiento del híbrido. Serían pues genes reguladores.
Se han localizado varios de estos genes en el grupo de especies relacionadas con D. melanogaster. El primero en ser descubierto fue Lhr (del inglés Lethal hybrid rescue) localizado en el cromosoma 2 de D. simulans. Este alelo dominante permite el desarrollo de hembras híbridas procedentes del cruzamiento entre hembras simulans y machos melanogaster. Otro gen diferente, también localizado en el cromosoma 2  de D. simulans, es Shfr (del inglés Simulans hybrid female rescue) que también permite el desarrollo de hembras híbridas, siendo su actividad dependiente de la temperatura en la que ocurre el desarrollo del embrión. Otros genes similares han sido localizados en distintas poblaciones de las especies de este grupo. En definitiva, solo se necesitan pocos genes para que exista un efectivo aislamiento postcopulatorio mediado a través de la inviabilidad de los híbridos.
Tan importante como identificar un gen de aislamiento, es conocer su funcionamiento. El gen Hmr (del inglés Hybrid male rescue), ligado al cromosoma X e implicado en la viabilidad del macho híbrido entre D. melanogaster y D. simulans, es un gen de la familia de protooncogenes myb, que codifica un regulador transcripcional. Dos variantes de este gen funcionan bien en cada especie por separado, pero en el híbrido no funcionan correctamente, posiblemente debido a los diferentes fondos genéticos propios de cada especie. El examen de la secuencia de los alelos en las dos especies muestra que las sustituciones de cambio de sentido son más abundantes que las sustituciones sinónimas, lo que sugiere que este gen ha estado sujeto a una intensa selección natural.
El modelo de Dobzhansky-Müller propone que las incompatibilidades reproductivas entre especies están causadas por la interacción de genes de las respectivas especies. Se ha demostrado recientemente que Lhr ha divergido funcionalmente en D. simulans e interacciona con Hmr el cual, a su vez, ha divergido funcionalmente en D. melanogaster para causar la letalidad de los machos híbridos. Lhr se localiza en una región heterocromática del genoma y su secuencia ha divergido entre estas dos especies de un modo consistente con mecanismos de selección positiva.
Una cuestión importante y no dilucidada es si los genes que se detectan corresponden a genes antiguos que iniciaron la especiación favoreciendo la inviabilidad híbrida, o son genes modernos aparecidos con posterioridad por mutación, no compartidos por las diferentes poblaciones, y que suprimen el efecto de los primitivos genes de inviabilidad. El gen OdsH (del inglés Odysseus) causa esterilidad parcial en el híbrido entre Drosophila simulans y una especie muy cercana y derivada de ésta, D. mauritiana, solo encontrada en las islas Mauricio, y de origen muy reciente. Este gen muestra monofilia en ambas especies y también ha estado sujeto a selección natural. Se cree que es un gen que intervino en las primeras etapas de especiación, pues otros genes para los cuales difieren ambas especies muestran polifilia. Odsh se originó por duplicación en el genoma de Drosophila y ha evolucionado rápidamente en D. mauritania, mientras que su parálogo, unc-4 (del inglés "uncoordinated-4"), es casi idéntico entre las especies del grupo melanogaster.
Aparentemente, todos estos genes ilustran el modo de origen de los mecanismos de especiación en la naturaleza, por lo que se los denomina colectivamente como genes de especiación. Son secuencias génicas con una función normal dentro de las poblaciones de una especie pero que divergen rápidamente en respuesta a la selección positiva para que existan barreras de aislamiento reproductivo con otras especies. En general, además, todos estos genes tienen funciones en la regulación transcripcional de otros genes.
Un último ejemplo de la evolución de genes implicados en el aislamiento postcopulatorio es el gen Nup96 (del inglés nucleoporin 96), que gobierna la producción de una de las aproximadamente 30 proteínas necesarias para formar un poro nuclear. En cada especie del grupo simulans de Drosophila, la proteína de este gen interactúa con la proteína de otro gen, aun desconocido, del cromosoma X para formar un poro funcional, pero en el híbrido el poro que se forma es defectuoso y determina la esterilidad. Las diferencias para las secuencias de Nup96 han estado sujetas a selección adaptativa, al igual que los otros ejemplos de genes de especiación previamente descritos.
El aislamiento postcopulatorio puede también surgir entre poblaciones diferenciadas cromosómicamente a causa de traslocaciones e inversiones. Si, por ejemplo, una traslocación recíproca está fijada en una población, el híbrido producido entre esta población y la que no lleva la traslocación tendrá una meiosis compleja, con producción de gametos desequilibrados con cromosomas de más o de menos, y por lo tanto con una fertilidad reducida. En ciertos casos, existen traslocaciones complejas que involucran a más de dos cromosomas, con lo cual las meiosis de los híbridos son irregulares y su fertilidad nula o casi nula. También las inversiones pueden originar gametos anormales en los individuos heterocigotos para las mismas, es decir, los híbridos, pero este efecto es poco importante comparado con las traslocaciones.
Un ejemplo de esterilidad en los híbridos debida a alteraciones cromosómicas proviene del estudio de las especies Drosophila nasuta y D. albomicans, dos especies gemelas de la región Indo-Pacífica. No existe aislamiento sexual entre ellas, y los híbridos F1 son fértiles. Pero la F2 tiene poca fertilidad, deja pocos descendientes y con una proporción de sexos alterada. El motivo es que el cromosoma X de albomicans está translocado y unido a un autosoma, lo que origina meiosis anormales en los híbridos.
Las fusiones y fisiones cromosómicas robertsonianas son variaciones en el número de cromosomas que surgen por fusión de dos cromosomas acrocéntricos (los de un solo brazo) en un solo cromosoma de dos brazos -lo que determina una disminución del número  haploide-, o por el contrario, por fisión de un cromosoma en dos cromosomas acrocéntricos, en este caso aumentando el número haploide. Si dos poblaciones difieren en el número de cromosomas, los híbridos entre ellas pueden experimentar una cierta pérdida de fertilidad, y por tanto inferior adaptación, al tener una meiosis irregular.

### Incompatibilidad generada por microorganismos
Además de las causas genéticas que determinan la existencia de aislamiento reproductivo entre especies, existe otro factor que puede originar aislamiento postcigótico: la presencia de microorganismos en el citoplasma de ciertas especies. La presencia de tales organismos en una especie y su ausencia en otra producen la inviabilidad del híbrido correspondiente. Por ejemplo, entre las semiespecies del grupo de D. paulistorum, las hembras híbridas son fértiles pero los machos son estériles, habiéndose comprobado que la presencia en el citoplasma de un micoplasma altera la espermatogénesis lo que conduce a la esterilidad. Es muy interesante que la incompatibilidad o aislamiento puede también surgir a nivel intraespecífico: se conocen poblaciones de D. simulans que muestran esterilidad híbrida según la dirección del cruzamiento, encontrándose que el factor determinante es la presencia o ausencia de un microorganismo, Wolbachia, habiendo poblaciones tolerantes y susceptibles al mismo. Esta incompatibilidad interpoblacional puede eliminarse en laboratorio mediante la administración de un antibiótico específico contra este organismo. Se conocen situaciones similares en varios insectos, puesto que alrededor del 15% de los mismos muestran infecciones por este simbionte. Incluso se sugiere que algún proceso de especiación ha podido ocurrir a través de la incompatibilidad generada por esta bacteria. Dos especies estrechamente relacionadas de avispas, Nasonia giraulti y N. longicornis, llevan dos cepas diferentes de Wolbachia, lo que determina que al cruzar una población infectada por otra libre de infección se produce un casi total aislamiento reproductor entre ambas especies. Pero si ambas poblaciones están libres de la bacteria o ambas son curadas con antibióticos, no hay barreras a la fusión de las mismas.
Wolbachia también induce incompatibilidad por debilidad de los híbridos en poblaciones de arañuelas (Tetranychus urticae ), entre las especies Drosophila recens y D. subquinaria  y entre especies de Diabrotica (escarabajos) y Gryllus (grillos).

## Selección para el aislamiento reproductivo
K. F. Koopman informó en 1950 sobre unos experimentos destinados a examinar la hipótesis de que la selección puede aumentar el aislamiento reproductivo entre poblaciones. En estos experimentos se utilizaron las especies D. pseudoobscura y D. persimilis. Cuando las moscas de estas especies son mantenidas a 16 °C, aproximadamente un tercio de los apareamientos son interespecíficos. El investigador tomó igual número de machos y de hembras de ambas especies y los colocó en cajas adecuadas para su supervivencia y reproducción. En cada generación se examinaba la progenie para determinar si eran o no híbridos interespecíficos y, en el caso de serlo, los insectos eran eliminados. De la restante progenie se escogieron igual número de machos y de hembras para que sirvieran de progenitores de la siguiente generación. Puesto que los híbridos eran destruidos en cada generación, las moscas que se apareaban únicamente con miembros de su misma especie producían más descendientes sobrevivientes que las moscas que se apareaban únicamente con individuos de la otra especie. En la tabla de la derecha se puede observar que en cada generación de selección el número de híbridos descendió en forma continua hasta la décima generación, momento en el que ya casi no se producían híbridos interespecíficos.
Es evidente que la selección contra los híbridos fue muy efectiva para aumentar el aislamiento reproductivo entre estas especies. A partir de la tercera generación, las proporciones de híbridos eran inferiores al 5%. Se confirmó, de este modo, que la selección actúa reforzando el aislamiento reproductivo de las poblaciones genéticamente divergentes si los híbridos formados por estas especies estaban menos adaptados que los tipos paternos.
Estos descubrimientos permitieron realizar ciertas suposiciones acerca del origen de los mecanismos de aislamiento reproductivo en la naturaleza. Así, si la selección refuerza el grado de aislamiento reproductivo existente entre dos especies debido al escaso valor adaptativo de los híbridos, es esperable que las poblaciones de dos especies que se distribuyen en la misma área muestren un mayor aislamiento que aquellas poblaciones que se hallan separadas geográficamente. Este mecanismo de "refuerzo" de las barreras a la hibridación en poblaciones simpátricas se denomina "Efecto Wallace", debido a que fue originalmente propuesto por Alfred Russel Wallace a finales del siglo XIX, y se ha demostrado experimentalmente tanto en plantas como en animales.
Así, por ejemplo, el aislamiento sexual entre Drosophila miranda y D. pseudoobscura es más o menos intenso según el origen geográfico de las moscas estudiadas. Las moscas provenientes de regiones donde la distribución de ambas especies se superpone muestran un mayor aislamiento sexual que el existente entre las poblaciones originadas de regiones distantes.

Los mecanismos de aislamiento reproductivo pueden ser una consecuencia de la especiación alopátrica. Una población de Drosophila fue dividida en dos subpoblaciones que fueron seleccionadas para adaptarse a diferentes tipos de alimentos. Luego de varias generaciones se mezclaron nuevamente las dos subpoblaciones y se observó que los apareamientos se producían entre individuos pertenecientes al mismo grupo adaptativo.

Por otro lado, también pueden surgir barreras a la hibridación interespecífica como consecuencia de la divergencia adaptativa que acompaña a la especiación alopátrica. Este mecanismo ha sido experimentalmente probado mediante un experimento realizado por Diane Dodd con D. pseudoobscura. Una misma población de estas moscas fue dividida y cada subpoblación fue alimentada con dos tipos diferentes de comida, una basada en almidón y la otra en maltosa, lo que determinó que cada subpoblación se fuera adaptando a cada tipo de alimento en el transcurso de las generaciones. Luego de varias generaciones en las que las moscas se seleccionaron adaptativamente para cada tipo de alimento, los dos grupos fueron mezclados nuevamente. Se observó que los miembros de cada grupo se apareaban solamente con los individuos del mismo grupo adaptativo, lo que indica que los mecanismos de aislamiento reproductivo pueden originarse aunque no se seleccionen en contra a los híbridos interespecíficos.